# Дунины
Дунины (пол. Dunin, укр. Дуніни) — польские и малороссийские шляхетские роды герба Лебедь, каждый из которых получил имя по владению родовыми поместьями (маетностями): Дунины-Борковские, Дунины-Скржинские, Дунины-Бржезинские, Дунины-Вонсовичи, Дунины-Жуковские, Дунины-Карвицкие, Дунины-Кудревичи, Дунины-Лабендзкие, Дунины-Марцинкевичи, Дунины-Раецкие, Дунины-Сленские, Дунины-Карасански, Дунины-Сулигостовские и Дунины-Шпотовы.

## Происхождение
Общее происхождение всех родов, приписавшихся к клану Дуниных, по документам не установлено. У Яна Длугоша приведена легенда о происхождении Дуниных от известного по летописям галицкого боярина XII века Петра Влостовица, прозванного якобы Дунин.

Пётр Власт приехал в Галицко-Волынское княжество (лат. Regnum Rusiae — королевство Руси) служить перемышльскому князю Володарю в 1124 г., позже служил польскому королю Болеславу Кривоустому пфальцграфом Польши и кастеляном Вроцлава.
В поздних источниках ему придумали следующую родословную: «сын Вильгельма Швено, датского дворянина при дворе Эрика Тёмного, женатого на датской принцессе». Фамилия «Дунин» происходит от польского слова «дунский», то есть «датский». «Швено» — вариант слова «лебедь» по-датски. Все потомки Дуниных используют родовой герб «Лебедь».

## Дунины в России
Одна ветвь Дуниных поступила в русское подданство после присоединения Смоленска (1655). Смоленскому шляхтичу Мартыну Скрыйня Дунину повелено владеть по-прежнему Смоленским поместьем (1655), которое ему было дано польским королём Владиславом. Потомство его внесено в родословную книгу Смоленской и Тверской губерний. Другая, происходящая от Николая, кастеляна Поланецкого (1680), переселилась в Россию (1702). Из этой ветви Иван Петрович Дунин был генерал-аншефом (1795) (Гербовник, VII, 168 и XI, 40). Кроме того, от Дуниных-Раецких производили свой род Раевские, оставившие заметный след в русской истории и культуре XIX века.
Герб рода Дуниных внесён в Часть 7 Общего гербовника дворянских родов Всероссийской империи, стр. 168. Герб рода Дуниных-Борковских внесен в Часть 9 Общего гербовника дворянских родов Всероссийской империи, стр. 9.

## Дунины в Галиции
В империи Габсбургов четыре рода Дуниных и один род Дуниных-Борковских подтвердили своё шляхетское происхождение в королевстве Галиции и Лодомерии.